# Haxtun
Haxtun es un pueblo ubicado en el condado de Phillips, Colorado, Estados Unidos. Tiene una población estimada, a mediados de 2021, de 975 habitantes.

## Geografía
La localidad está ubicada en las coordenadas 40°38′31″N 102°37′47″O / 40.64194, -102.62972 (40.641872, -102.629703). Según la Oficina del Censo de los Estados Unidos, Haxtun tiene una superficie total de 1.54 km², correspondientes en su totalidad a tierra firme.

## Demografía
Según el censo de 2020, en ese momento había 981 personas residiendo en Haxtun. La densidad de población era de 637 hab./km². El 90.42% de los habitantes eran blancos, el 0.51% eran afroamericanos, el 2.04% eran amerindios, el 0.20% eran asiáticos, el 0.10% era isleño del Pacífico, el 1.22% eran de otras razas y el 5.50% eran de una mezcla de razas. Del total de la población, el 6.83% eran hispanos o latinos de cualquier raza.